# Valkerij (tramhalte)
Valkerij (Frans: Fauconnerie) is een tram- en bushalte van de Brusselse vervoersmaatschappij MIVB, gelegen in de gemeente Watermaal-Bosvoorde.

## Geschiedenis
De halte Valkerij werd in dienst genomen op 4 september 2006 ter gelegenheid van de verlenging van tramlijn 94 van Wiener tot Herrmann-Debroux. De aansluiting met buslijn 95 kwam er pas enkele jaren nadien toen buslijn 95 beperkt werd van Heiligenborre tot Wiener. Sinds 29 september 2018 bedienen de trams de halte niet meer als halte van de voormalige tramlijn 94 maar als onderdeel van de verlengde tramlijn 8.

## Situering
Beide tramsporen en perrons zijn gelegen op de Vorstlaan ter hoogte van het kruispunt met de Valkerijlaan en de Charles-Albertlaan. De tramsporen werden er gebouwd aan beide richtingen van het het derde rijvak van het autogedeelte van de Vorstlaan. Dit zorgt ervoor dat de tram centraal gelegen is, aan beide zijden van de rijen bomen en het fietspad. Logischerwijze werden de perrons ook op de middenberm aangelegd, voor het verkeerslicht richting Herrmann-Debroux, en na het verkeerslicht richting Wiener. Bij de bouw van de verlenging van Wiener tot Herrmann-Debroux werden tijdelijke wachthokjes geplaatst, die nagenoeg niet over elektriciteit en verlichting beschikken. Deze werden echter nooit vervangen door definitieve wachthokjes.
De bushalte van lijn 95 is gelegen in de afdaling van de Valkerijlaan, net voor het kruispunt met de Vorstlaan. Aangezien buslijn 95 zijn eindpunt en wachtzone heeft op de Vorstlaan ter hoogte van het kruispunt met de Majoor Nicolas-Rémy Brückstraat, is de halte Valkerij een eenrichtingshalte. Op deze manier vormt de doortocht via Valkerij een soort van keerlus, en komen de bussen terug op hun normale traject (in de twee richtingen bediend) ter hoogte van de halte Drie Linden.
Louiza · 
Stefania · 
Defacqz · 
Baljuw · 
Vleurgat · 
Abdij · 
Legrand · 
Ter Kameren-Ster · 
Buyl · 
Johanna · 
ULB · 
Solbos · 
Marie-José · 
Brazilië · 
Boondaal Station · 
Renbaan van Bosvoorde · 
Lieveheersbeestjes · 
Bosvoorde Station · 
Delleur · 
Wiener · 
Valkerij · 
Tenreuken · 
Seny-park · 
Herrmann-Debroux · 
Oudergem-Shopping · 
Vorstrondpunt · 
Empain · 
Trammuseum · 
Bronnenpark · 
Voot · 
Woluwe Shopping · 
Roodebeek